# Hot Springs Village
Hot Springs Village és una concentració de població designada pel cens dels Estats Units a l'estat d'Arkansas. Segons el cens del 2000 tenia 8.397 habitants.

## Demografia
Segons el cens del 2000, Hot Springs Village tenia 8.397 habitants, 4.295 habitatges, i 3.221 famílies. La densitat de població era de 85,5 habitants/km².
Dels 4.295 habitatges en un 6,8% hi vivien nens de menys de 18 anys, en un 71,5% hi vivien parelles casades, en un 2,8% dones solteres, i en un 25% no eren unitats familiars. En el 23,1% dels habitatges hi vivien persones soles el 18,4% de les quals corresponia a persones de 65 anys o més que vivien soles. El nombre mitjà de persones vivint en cada habitatge era d'1,94 i el nombre mitjà de persones que vivien en cada família era de 2,22.
Per edats la població es repartia de la següent manera: un 6,6% tenia menys de 18 anys, un 1,7% entre 18 i 24, un 8% entre 25 i 44, un 27,2% de 45 a 60 i un 56,6% 65 anys o més.
L'edat mediana era de 67 anys. Per cada 100 dones de 18 o més anys hi havia 87,6 homes.
La renda mediana per habitatge era de 41.875 $ i la renda mediana per família de 48.958 $. Els homes tenien una renda mediana de 35.236 $ mentre que les dones 20.313 $. La renda per capita de la població era de 24.492 $. Entorn de l'1,6% de les famílies i el 2,5% de la població estaven per davall del llindar de pobresa.

## Poblacions més properes
El següent diagrama mostra les poblacions més properes.